# Kádár-kocka

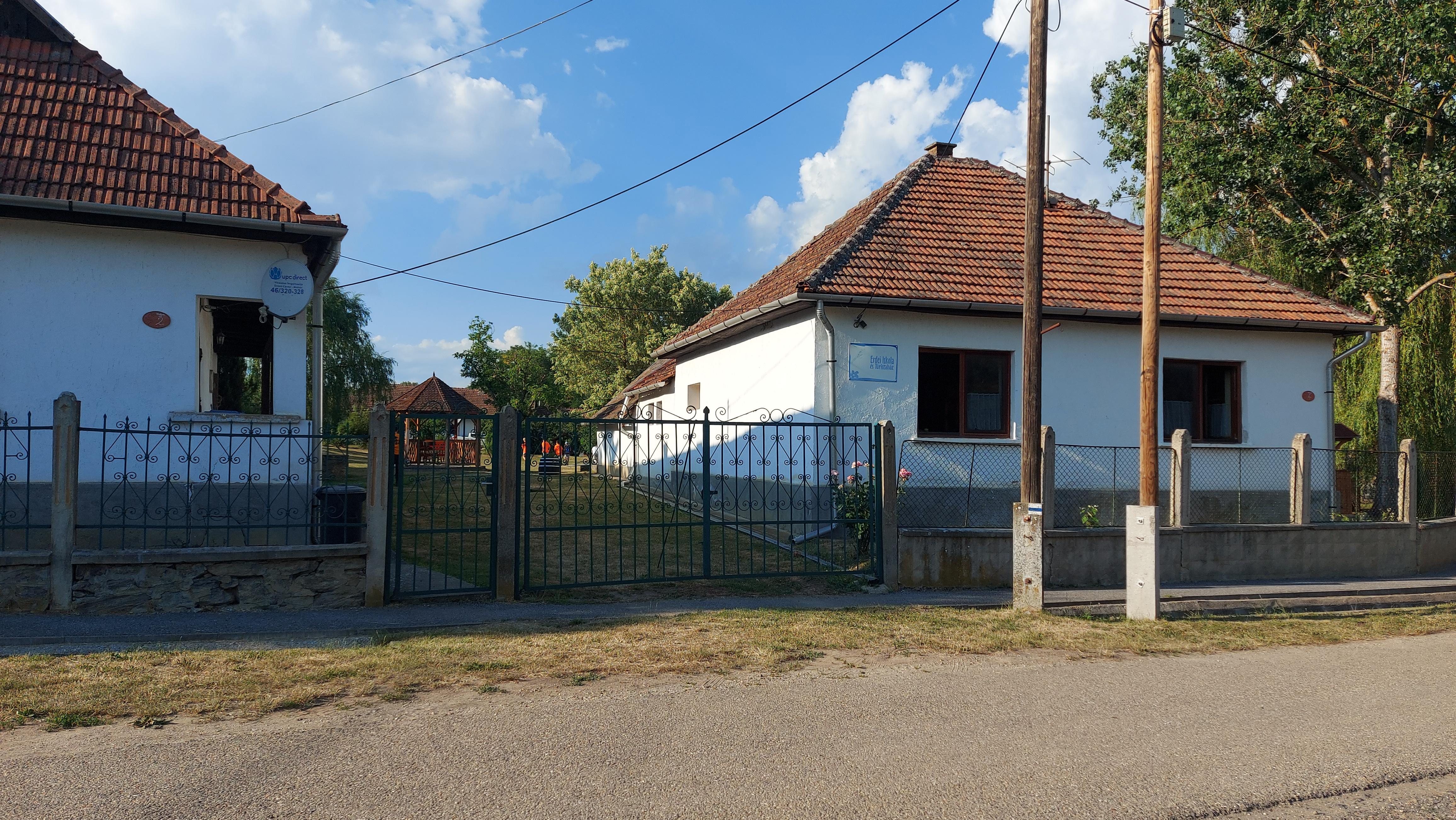
Un Kádár-kocka typique à Irota.

Le Kádár-kocka (du hongrois kocka [\kots.kɒ\] : cube) est un modèle standard de maison cubique hongrois, d'environ 100 m2, construit massivement entre les années 1960 et 1980 durant l'ère communiste de János Kádár.

## Description
Le kocka est reconnaissable à son toit en croupe et à sa façade avec deux grosses fenêtres carrées. Les modèles construits dans les années 1960 étaient toutes sur le même modèle, tandis que les modèles plus récents ont eu droit à de nombreuses additions et différences en termes de couleurs.
Ce type de maison est très répandu dans la campagne hongroise, certaines rues de villages étant presque exclusivement composées de kockas, notamment dans les régions touchées par des inondations. Il existe environ 800 000 kockas en Hongrie, sans compter les modèles alternatifs.
L'isolation et le système de chauffage du kocka sont souvent médiocres ; le kocka peut utiliser jusqu'à trois fois plus d'énergie que la moyenne des maisons pour une surface égale. Les frais de chauffage d'une telle maison peuvent excéder 600 000 forints par an.
Le toit en croupe a été choisi car il s'agit de la toiture la moins coûteuse pour un bâtiment de forme carrée.
L'origine des kockas date de l'ère austro-hongroise (fin du XIXe siècle, début du XXe siècle), où ce modèle de maison a émergé, en tant que résidence comportant deux pièces, adaptée pour les membres du clergé ou pour les ouvriers. Le kocka s'est popularisé à partir des années 1950, durant le programme d'urbanisation massive de l'ère Kádár où, en même temps que la construction de quartiers d'immeubles dans les villes (les fameux microraions (en) soviétiques, en Hongrois lakótelep), des quartiers tout aussi schématiques, composés de maisons de type kocka, ont été planifiés dans les villages pour moderniser les habitations.

## Galerie

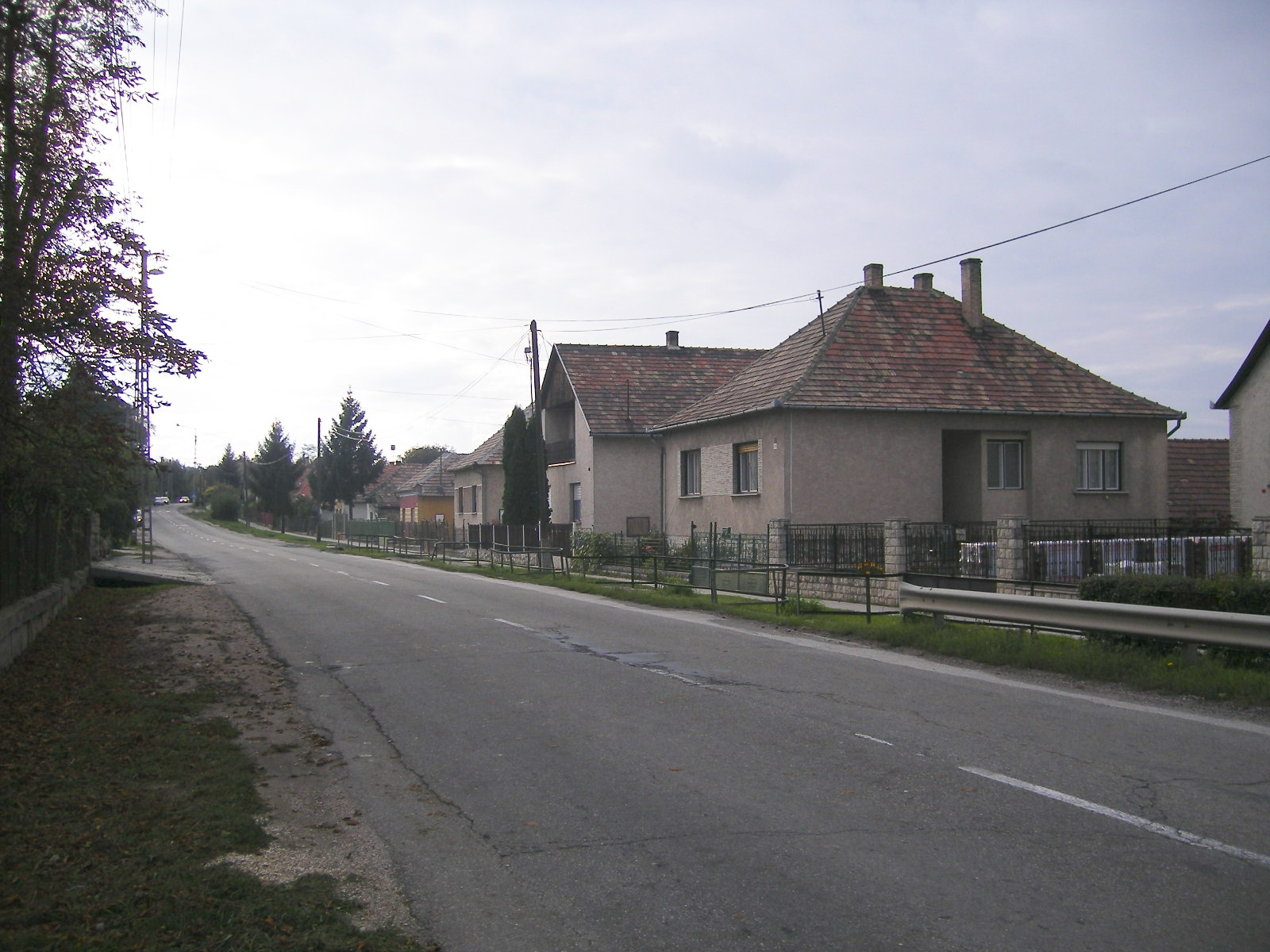
Une rue à Neszmély. Les 4 maisons de cette série sont des Kádár-kocka, la deuxième possédant un étage supplémentaire.
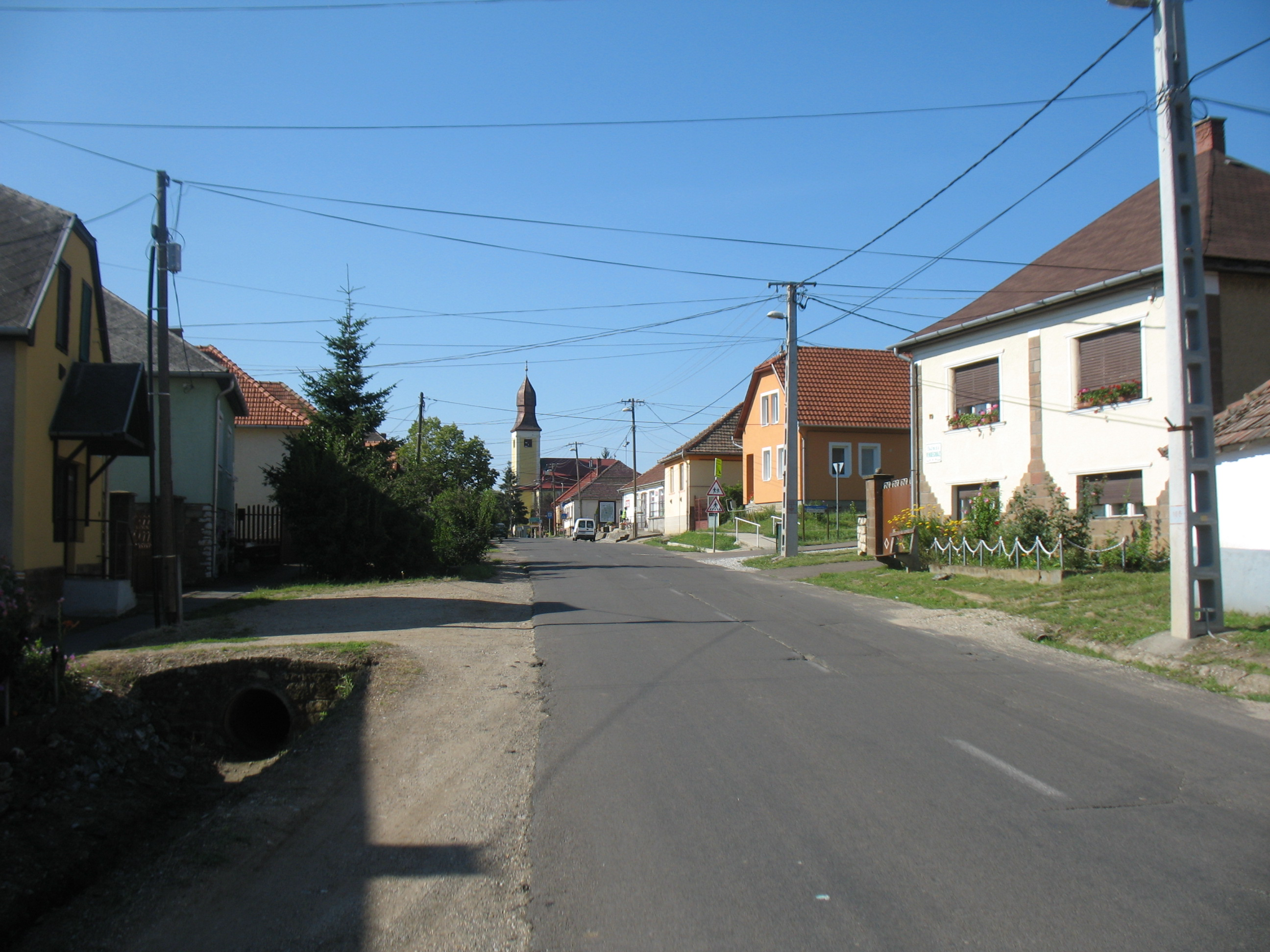
Une rue à Noszvaj. La maison sur la droite est un Kádár-kocka.
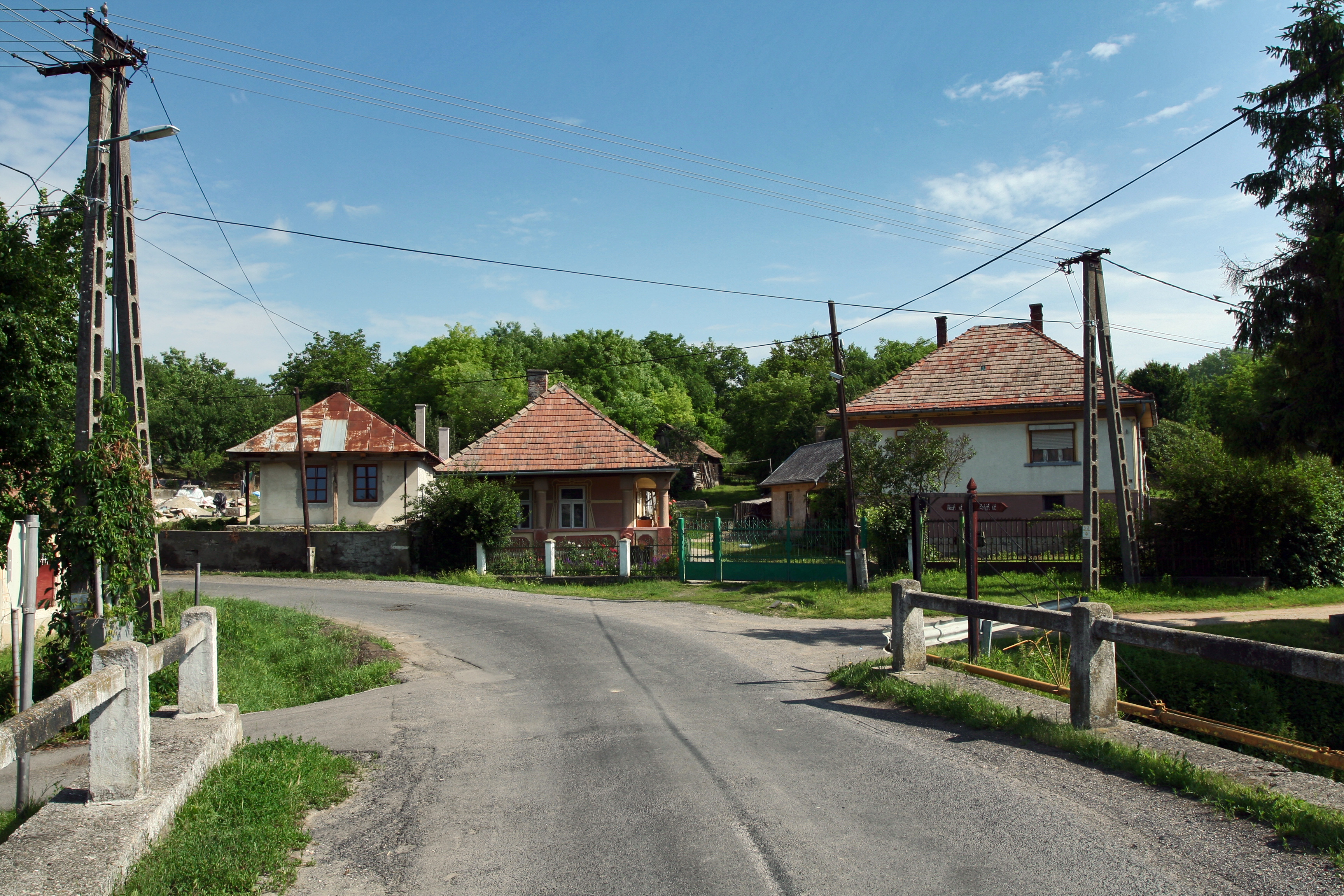
Modèles standards de maisons à Abaújvár. Le modèle sur la droite est un Kádár-kocka.